# Parectecephala gigas
Parectecephala gigas är en tvåvingeart som beskrevs av Curtis W. Sabrosky 1951. Parectecephala gigas ingår i släktet Parectecephala och familjen fritflugor.
Artens utbredningsområde är Uganda. Inga underarter finns listade i Catalogue of Life.